# Hazelton (British Columbia)
Hazelton (offiziell Village of Hazelton) ist ein Dorf in der kanadischen Provinz British Columbia. Hazelton liegt an der Mündung des Bulkley in den Skeena River im Norden der Provinz. Zugleich bildet er den nördlichsten Punkt des Yellowhead Highway, der von Prince Rupert an der Pazifikküste bis nach Winnipeg, der Hauptstadt der Provinz Manitoba führt. Der Ort verdankt seinen Namen den dort vorkommenden Haselbäumen (hazel bushes).
Das Siedlungsgebiet umfasst die beiden Ortschaften Hazelton und den District of New Hazelton, dazu kommen die Siedlungen (South Hazelton, Two Mile und das Kispiox-Tal) sowie drei Dörfer (Gitanmaax, Glen Vowell und Kispiox) der umwohnenden Gitxsan First Nations (der Gitanmaax Band Council, Glen Vowell Indian Band und Kispiox Band Council) sowie das Dorf Hagwilget, das von der Hagwilget Village First Nation bewohnt wird, die zu den Wet'suwet'en gehören. Der historische Ortskern von 'Ksan gehört zu den wichtigsten Sehenswürdigkeiten der Provinz British Columbia.

## Frühgeschichte
Das Gebiet liegt im traditionellen Wohngebiet der Gitxsan und der Wet'suwet'en, die hier seit mindestens 7000 Jahren leben. Der Skeena war eine der ältesten Handelsrouten der Region und wurde bei Ankunft der ersten Europäer mit Kanus befahren, die über 20 Meter lang waren.

## Old Hazelton und Two Mile
Der Ort Hazelton verdankt seine Entstehung dem Bau des so genannten Collins Overland Telegraph ab 1866, obwohl dieses Projekt letztlich scheiterte. Es handelte sich dabei um eine Telegraphenverbindung von San Francisco nach Moskau. Ein Horace Coffin fuhr den Skeena auf dem Dampfboot Union 140 km aufwärts, von dort ging es weitere 180 km flussaufwärts bis zum heutigen Hazelton, wo er ein Vorratslager für das nächste Jahr anlegte. Er musste zwar angesichts des hereinbrechenden Winters nach New Westminster zurückkehren, hatte aber die Befahrbarkeit des Skeena nachgewiesen. Die Expedition bemerkte zudem bereits den Rohstoffreichtum der Region. Vital Laforce, ein Franzose, reagierte auf die Berichte, indem er sofort nach Gold im Hazelton-Gebiet suchte. Er fand tatsächlich Gold an dem nach ihm benannten Bach, 1867 fand man zudem Gold am Dease Lake im nördlichen Cassiar District.
Einen ersten Besiedlungsschub erlebte die Region jedoch nicht durch den kleinen ersten Goldrausch, sondern erst mit dem Omineca-Gold-Rausch, der von 1870 bis 1871 anhielt. Die Goldsucher konnten, das wusste man dank der Telegraphenexpedition, per Dampfboot an den Zielort gebracht werden. Mit dem Dampfer Caledonia verband die Hudson’s Bay Company von 1886 bis 1913 regelmäßig den Ort mit Port Essington, wobei Hazelton den Endpunkt der Flussverbindung bildete.

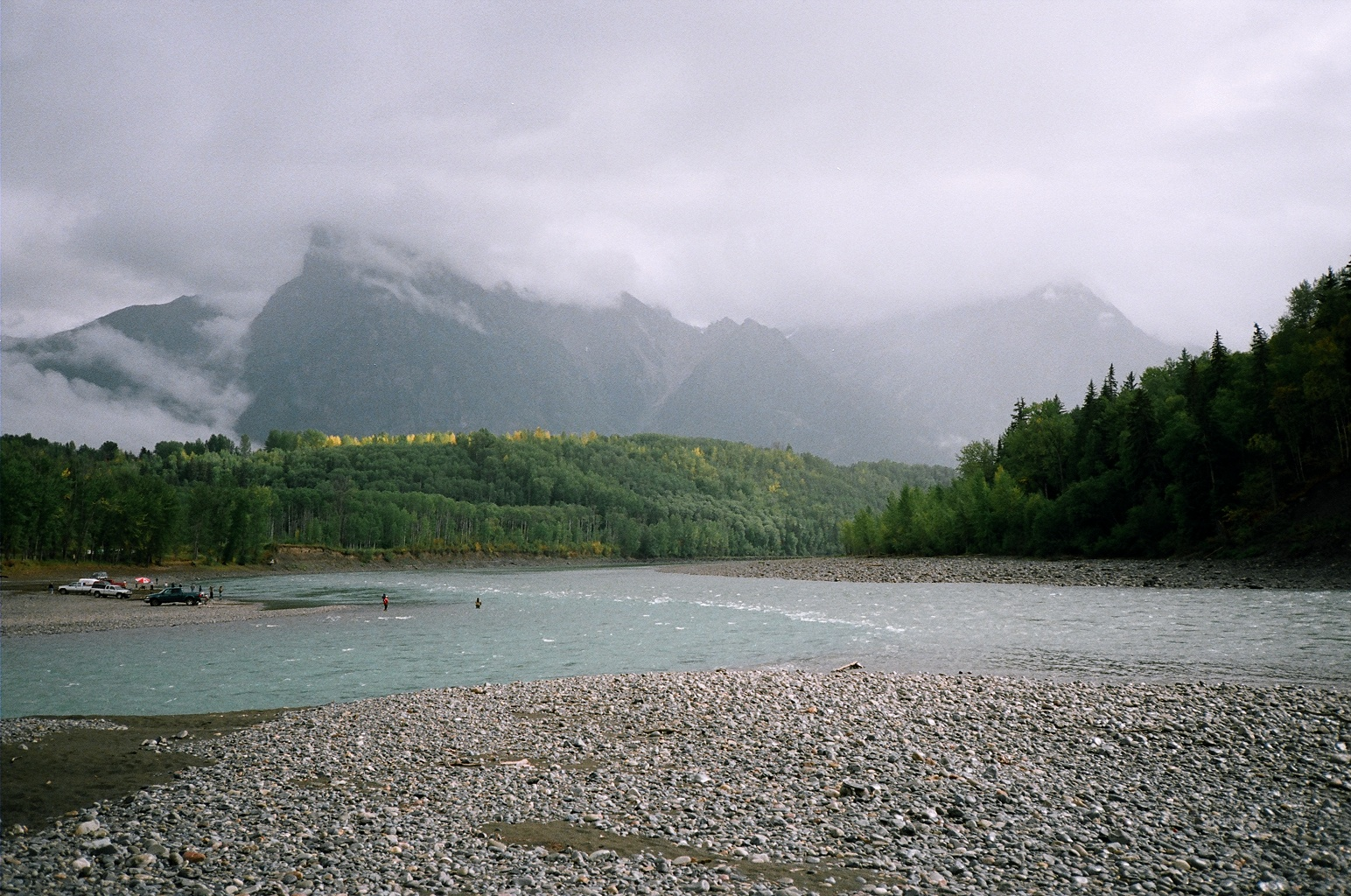
Einmündung des Bulkley River in den Skeena bei 'Ksan.

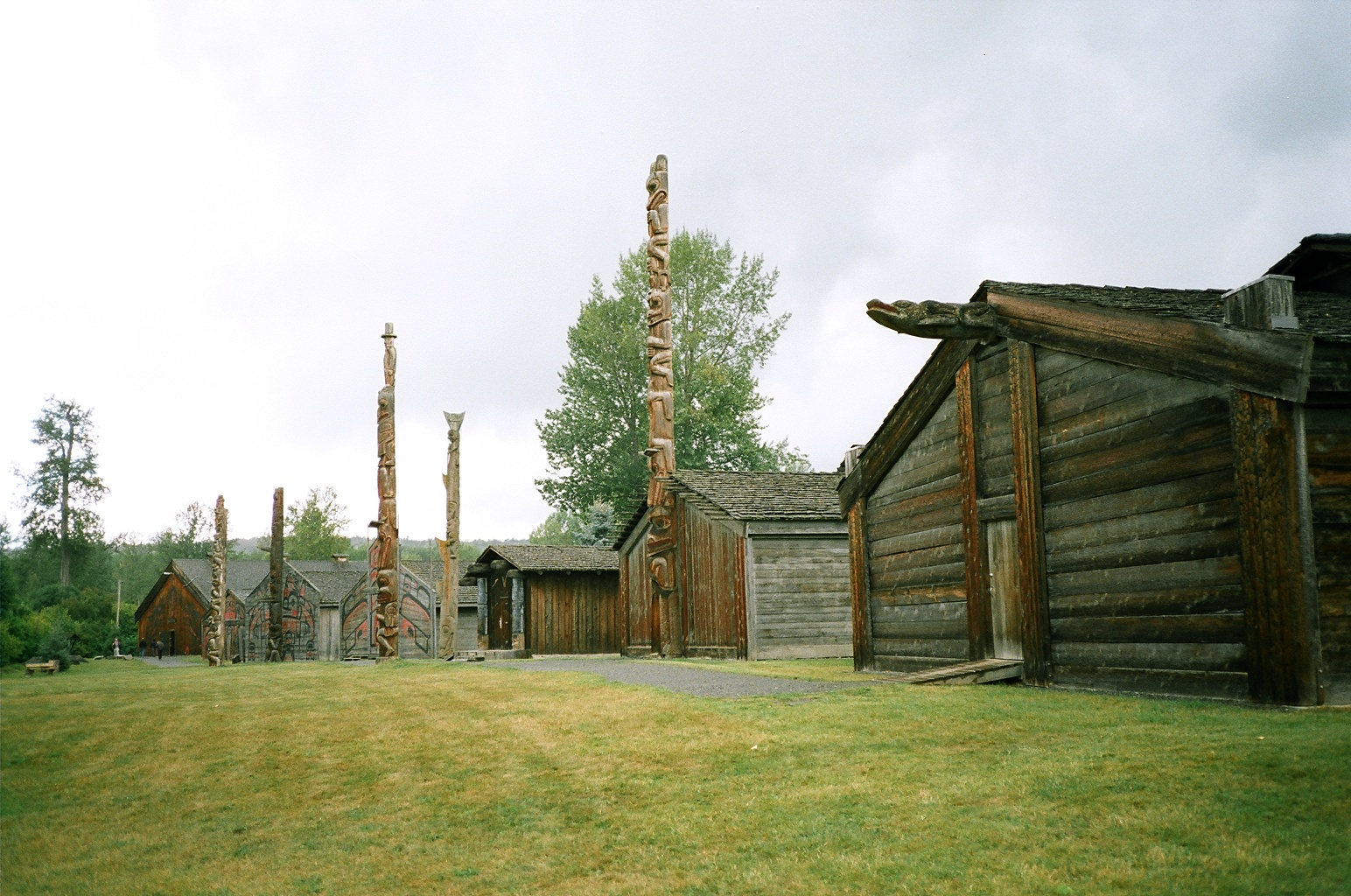
'Ksan Historical Village

Rund 3 km entfernt entstand Two Mile – es war, wie der Name sagt, zwei Meilen von Hazelton entfernt –, wo sich ein so genanntes Roadhouse befand (das heute die Funktionen einer Tankstelle ausübt), das alle für Durchreisende notwendigen Dienste anbot. Dazu gehörten seinerzeit Esel und Pferde, Proviant, Waffen und vieles mehr. Das sprunghafte Anwachsen der meist männlichen Bevölkerung bedingte den Ausbau von Gaststätten und Bordellen. Zugleich zog der Ort Grundstücksspekulanten an, weil Gerüchte ab 1903 kursierten, die Grand Trunk Pacific Railway würde durch Hazelton geführt. So hoffte man, wie in Spokane in Washington, auf einen Boom, durch den Hazelton das „Spokane of Canada“ würde.
Die Spekulation wurde noch weiter angeheizt, als zwei Silberminen, die Silver Standard und die Rocher de Boule zahlreiche Glücksritter anzogen. Doch die Unternehmen versuchten zusätzlich aus den exorbitanten Grundstückspreisen Gewinn heraus zu schlagen, den der Eisenbahnbau versprach. 1911 gründete Robert Kelly New Hazelton auf dem von ihm gekauften Gebiet (Lot 882), das nahe an beiden Silberminen lag. Doch die Grand Trunk, der die Bodenpreise zu hoch stiegen, gründete ihrerseits South Hazelton. So gab es nun Hazelton (nunmehr Old Hazelton genannt), New Hazelton und South Hazelton, die als die „Drei Hazeltons“ bekannt wurden.
Letztlich erhielten Old Hazelton und South Hazelton einen gemeinsamen Bahnhof, doch George Ryley, der Vertreter der Eisenbahn, versuchte Kelly zuvor noch dazu zu überreden, sich die Gewinne aus den Grundstücksverkäufen zu teilen, wenn er sich für Lot 882 als Standort des neuen Bahnhofs entscheiden würde. Kelly lehnte jedoch ab, und so machte Ryley das Geschäft mit dem Besitzer von Lot 851, wo South Hazelton entstand. Wider Erwarten hatte New Hazelton 1913 bereits 350 Einwohner, weil Kelly erreichte, dass die meisten Gleisbauer in seinem Ort wohnten. Er bot den Leuten von South Hazelton sogar Umzugsprämien an. Nun bot die Eisenbahn Kelly widerwillig einen Vertrag an und erklärte sich bereit, in New Hazelton einen Bahnhof zu bauen, wenn Kelly ihr drei Siebentel des Gewinns überließ.
1911 erreichte das erste Automobil das eigentlich für solcherlei Fahrzeuge unzugängliche Hazelton. Es war aus Seattle über Land angereist, da die von Prince Rupert kommende Eisenbahnlinie erst im nächsten Jahr fertiggestellt wurde. Dies war nur möglich, indem der Wagen unterwegs mehrfach von Mechanikern auseinandergelegt worden und auf Esel gepackt worden war.
Im November 1913 erlitt Hazelton einen erheblichen Rückschlag, denn die Union Bank, eine größere Blockhütte, wurde ausgeraubt, wobei den Tätern 16.000 Dollar in die Hände fielen. Bereits am 7. April des nächsten Jahres wurde die Bank erneut ausgeraubt, am selben Tag, als die Grand Trunk Pacific Railway vollendet wurde. Von den sieben Tätern wurden drei erschossen, drei zu 20 Jahren Gefängnis verurteilt, einer entkam.
Nach Fertigstellung der Bahn zogen die Gleisarbeiter fort, und das Gebiet wurde wieder zu einer eher agrarisch geprägten Region mit 14 Siedlungen. Der Tourismus spielt heute eine zunehmende Rolle.
Die Zuerkennung der kommunalen Selbstverwaltung für die Gemeinde erfolgte am 15. Februar 1956 (incorporated als Village Municipality).

## Demografie
Der Zensus im Jahr 2021 ergab für die Stadt eine Bevölkerung von 257 Einwohnern, nachdem der Zensus im Jahr 2016 für die Gemeinde noch eine Bevölkerung von nur 313 Einwohnern ergeben hatte. Die Bevölkerung hat damit im Vergleich zum letzten Zensus im Jahr 2016 deutlich gegen Trend in der Provinz um 17,94 % abgenommen, während der Provinzdurchschnitt bei einer Bevölkerungszunahme von 7,6 % lag. Im letzten Zensuszeitraum von 2011 bis 2016 hatte die Bevölkerung noch etwas schwächer als Trend in der Provinz um 4,3 % zugenommen, bei einer durchschnittlichen Bevölkerungszunahme von 5,6 % in der Provinz.
Im Rahmen des „Census 2021“ wurde für die Gemeinde ein Medianalter von 49,6 Jahren ermittelt. Das Medianalter der Provinz lag 2016 bei nur 42,8 Jahren. Das örtliche Durchschnittsalter lag bei 47,2 Jahren, bzw. bei 43,1 Jahren in der Provinz. Beim „Census 2016“ wurde für die Gemeinde noch ein Medianalter von 48,7 Jahren ermittelt und für die Provinz von 43,0 Jahren, sowie ein Durchschnittsalter von 45,0 Jahren bzw. von 42,3 Jahren in der Provinz.

## Verkehr
Die Gemeinde ist indirekt an ein überregionales Netz von Busverbindungen angeschlossen, welches von BC Bus North betrieben wird. Die Gemeinde ist in diesem Netz mit einer Haltestelle im angrenzenden New Hazelton an der Verbindung Prince Rupert–Smithers–Prince George angebunden. Mit Stand 2020 sind in diesem Netz insgesamt 34 Gemeinden und Siedlungen im zentralen und nördlichen British Columbia verbunden.
Öffentlicher Personennahverkehr wird örtlich und regional durch das „Hazeltons Transit System“ angeboten, welches von BC Transit in Kooperation betrieben wird. Das System beinhaltet auch Verbindungen nach New Hazelton, Terrace und Smithers, mit Haltestellen in Gemeinden zwischen diesen Orten.

## Söhne und Töchter der Stadt
- Alan Kerr (* 1964), Eishockeyspieler, -trainer und -funktionär
- Carol Huynh (* 1980), Ringerin

## Festivals
- Kispiox Valley Music Festival – an jedem letzten Juliwochenende
- Pioneer Day – am zweiten Samstag im August